# Фи Феникса
Фи Феникса (англ. φ Phoenicis) — двойная звезда в южном созвездии Феникса. Слабо видна невооружённым глазом, видимая звёздная величина равна 5,1. На основе измерения параллакса, равного 10,48 мсд при наблюдении с Земли, была получена оценка расстояния до звезды 310 световых лет. Звезда удаляется от Солнца с лучевой скоростью 10,4 км/с.

## Главный компонент
Главный компонент является звездой главной последовательности спектрального класса B9 V. Является химически-пекулярной звездой — ртутно-марганцевой. На поверхности звезды наблюдается повышенное содержание некоторых элементов, включая ртуть и марганец, а также пониженное содержание гелия, кобальта и других элементов. Масса звезды втрое превышает массу Солнца, светимость в 87 раз превышает солнечную при эффективной температуре 10500 K.
Реконструкция поверхности Фи Феникса при помощи метода Доплера показала, что звезда неоднородна и обладает областями с разным содержанием химических элементов. В частности, присутствуют пятна с высоким или низким содержанием иттрия, стронция, титана и хрома. Сравнение карт содержания элементов в разные эпохи показало, что конфигурация пятен может меняться на временных масштабах порядка месяцев и лет. Спектральные линии неоднородно распределённых элементов проявляют вариации, позволяющие точно определить период вращения 9,53 дней, также замечено длительное изменение химического содержания. Анализ пятен показал, что ось вращения наклонена к лучу зрения на угол примерно 53°, также выявлено слабое дифференциальное вращение. Звёздные пятна, вероятно, производят малые вариации звёздной величины, однако точных наблюдений, подтверждающих это, нет.
Причина возникновения звёздных пятен и химических аномалий содержания ртути и марганца неясна. Зачастую, как в случаях Ap- и Bp-звёзд, неравномерность распределения элементов связана с крупномасштабным магнитным полем, но пока магнитное поле у таких звёзд не обнаружено. В 2012 году опубликованы результаты исследования, в ходе которого у Фи Феникса было обнаружено слабое магнитное поле, коррелирующее с расположением пятен, но эти результаты подвергают сомнению. Считается, что процессы диффузии в атмосфере могут быть ответственными за аномалии химического состава, но это не объясняет количественно наблюдаемые вариации.

## Вторая звезда
Фи Феникса является спектральной двойной звездой с орбитальным периодом 1126 дней и эксцентриситетом орбиты 0,59. Нет свидетельств наличия других звёзд в системе, но в прошлом система считалась тройной из-за неправильно определённого периода.
Переменность лучевой скорости Фи Феникса открыта при первых спектральных наблюдениях в 1911 году, подтверждение получено в 1982 году, но данные о точной орбите получить не удалось.Первые расчёты орбиты были опубликованы в 1999 году, был получен орбитальный период 41,4 дней. В то же время в 1997 году в каталоге Hipparcos Фи Феникса значилась как астрометрическая двойная с периодом 878 дней (решение для круговой орбиты). Так Фи Феникса стала считаться тройной системой с видимым, спектроскопическим и астрометрическим компонентами. В 2013 году в исследовании на основе данных о лучевых скоростях с высоким разрешением, полученных спектрографами FEROS, HARPS и CORALIE, была получена оценка орбитального периода, близкая к 1126 дням, но не к 41,4; возможно, это свидетельствует о совпадении спектроскопического и астрометрического компонентов. В том же году в другом исследовании астрометрические данные сопоставляли с орбитой по спектральным данным, при этом получили оценку наклонения орбиты и определили свойства второй звезды.
Орбита звёздной системы обладает большим эксцентриситетом и, как кажется, наблюдается с ребра, при наклоне 93 ± 4,7°. Наличие неопределённости означает, что затмения одним компонентом другого возможны, хотя и маловероятны. При известном наклонении и предположительной массе главного компонента 3,0 M⊙ можно использовать функцию масс двойных звёзд для получения оценки массы второго компонента 0,91 M⊙. Вторая звезда, предположительно, является жёлтым карликом с эффективной температурой около 5500 K и видимой звёздной величиной на 5,7 больше, чем у главного компонента. Среднее расстояние между компонентами составляет, по оценкам, около 3,4 а.е..